# Laudabiliter
Laudabiliter è una bolla promulgata da papa Adriano IV, nel 1155, ed indirizzata al re inglese Enrico II.
Con questa bolla il papa riconosce ai re d'Inghilterra il titolo di Dominus Hiberniae; in questo modo dava ad Enrico II l'autorizzazione di invadere l'Irlanda in modo da frenare gli abusi e la corruzione degli ecclesiastici e riportare l'ordine nella chiesa irlandese.
L'autenticità della bolla è oggi messa in discussione, perché non esiste l'originale, e perché lo stile di redazione non corrisponde a quello in uso all'epoca presso la corte papale.